# Adriaen van der Donck
Adriaen van der Donck (Adriaen Cornelissen van der Donc; c. 1618 – c. 1655), nizozemski plemić (jonkheer), odvjetnik i zemljovlasnik u nekadašnjem nizozemskom teritoriju Nova Nizozemska (Nieuw-Nederland) na istočnoj obali današnjeg SAD-a. Godine 1646. na zemljištu uz rijeku Nepperhan (danas Saw Mill), pritoka Hudsona, koja je kupljena od Manhattan Indijanaca podiže pilanu, a cijeli kraj postaje poznat kao "The Youncker's Land". Grad Yonkers, na mjestu indijanskog sela Nappeckamack, po ovom plemiću-younckeru (Jonkheer) prozvan je Yonkers.

## Vanjske poveznice
- VAN DER DONCK, ADRIAEN 1620-1655  Arhivirana inačica izvorne stranice od 3. kolovoza 2008. (Wayback Machine)